# Sébum
 (novembre 2018).
Si vous disposez d'ouvrages ou d'articles de référence ou si vous connaissez des sites web de qualité traitant du thème abordé ici, merci de compléter l'article en donnant les références utiles à sa vérifiabilité et en les liant à la section « Notes et références ».
Le sébum est un film lipidique sécrété par les glandes sébacées de la peau. Il sert à la protéger et sélectionne des micro-organismes plutôt anaérobies et lipophiles. Mélangé à la sueur, il protège la peau du dessèchement.  C'est aussi l'une des sources de nourriture du microbiote cutané humain. Il est stocké ou progressivement altéré durant son transit dans le canal sébacé, puis délivré à la surface de la peau et résorbé par la couche cornée de la peau et en partie consommé par le microbiote cutané ou un acarien microscopique (Demodex). Son taux d'excrétion sur la peau diffère du taux de sécrétion par la glande ; sa surproduction est dite « séborrhée ». 
Dans un environnement pollué, il absorbe certains polluants, liposolubles notamment, et on a montré que la hausse des PM2.5, des PM10 et du N02 dans l'air augmente la production de sébum.

## Rôle
Le sébum est une barrière protectrice qui protège la peau de la dessiccation et de certains microbes, en l'acidifiant (présence d'acide lactique) et en la graissant, ce qui lui confère une certaine imperméabilité, tout en contribuant au maintien de sa souplesse. 
Il est également présent sur les poils et les cheveux (les « cheveux gras » sont dus à une grande quantité de sébum).

## Composition
C'est une substance fluide légèrement cireuse composée principalement de lipides, notamment d'acides gras.

## Pathologies

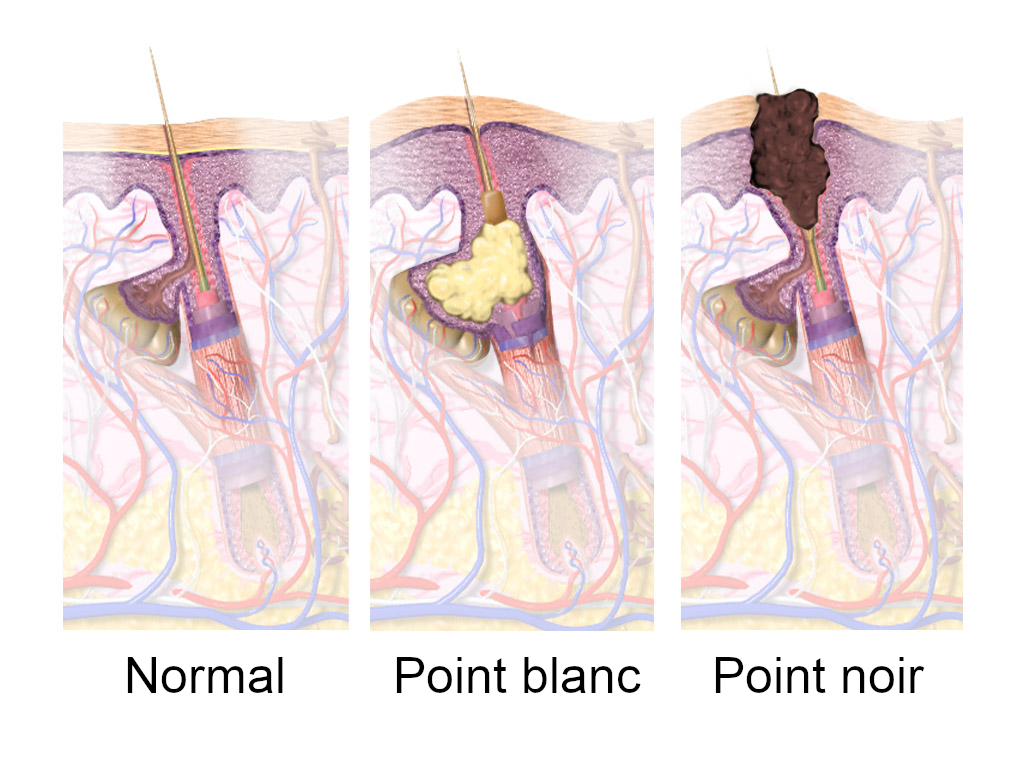
Point noir, causé par le sébum.

- Un excès de sébum (qui peut être induit par l'excès de certains produits de soins corporel) est l'une des causes d'acné. Les crèmes solaires peuvent interférer avec sa production [5];
- Un manque de sébum est la cause des peaux et de cheveux trop secs.

## Recherche et sébum
De nombreux travaux, souvent en lien avec l'industrie des cosmétiques ont porté sur la séborrhée et l'acné, mais ont aussi par exemple visé :
- la composition du sébum[6] et sa biochimie [7] ;
- la fonction immunologique du sébum, fortement liée aux lipides du sébum[8] ;
- sa quantification tout au long de la vie [9],[10] et topographie [11],[12] (y compris sur le cuir chevelu[13]) et sa saisonnalité[14] (notamment sur la face[15] et son rythme circadien[16]) et sa vitesse de production[17], sous l'influence du cycle menstruel[18] chez la femme ou des hormones androgènes[19] ;
- la rhéologie du sébum [20] ;
- le microbiome cutané et ses liens avec le sébum, qui peut être utilisé comme outil de diagnostic, voire thérapeutique[21] ;
  - Les bactéries du genre Propionibacterium pour leurs liens avec l'acné [22] ;
  - le Demodex[3].
- la réduction de la production de sébum[23] ;
- Un sébum artificiel a été créé, par exemple pour étudier les effets des biofilms créés par la bactérie Propionibacterium acnes[24] ou pour étudier la diffusion de solutés [25] ;
- les effets de la pollution sur le sébum [4].

### Sébum et odeur humaine
Depuis l'Antiquité, des médecins utilisent l'odeur de l'haleine, de la salive, du sang, de l'urine, des excréments ou de la peau pour diagnostiquer certaines maladies (maladie infectieuse ou maladie métabolique principalement). 
En 2019 des chercheurs ont trouvé par hasard une personne hyperosmique (particulièrement sensible aux odeurs) capable de détecter la maladie de Parkinson uniquement à l'odeur des malades parkinsoniens.
Après avoir étudié des métabolites volatils venant d'échantillons de sébum prélevés dans le haut du dos de 64 personnes (21 sujets témoins et 43 sujets parkinsoniens), ces chercheurs ont montré que c'est le sébum de la peau de ces malades qui est la source de cette odeur, due à des substances volatiles qui altèrent l'odeur normale de la peau via des niveaux modifiés d'aldéhyde et d'éicosane périlliques[Quoi ?], que la personne hyperosmique a ensuite jugée très proche de l'odeur qu'il avait associé à la maladie de Parkinson. La maladie avait déjà été associée à une anomalie de production de sébum, mais c'est la première fois qu'on associe une maladie dégénérative à une odeur.
Une anomalie de production de sébum était l'un des symptômes non-moteur connus de la maladie,, et on sait depuis peu que la peau des patients parkinsoniens contient une synucléine phosphorylée α. qui est une caractéristique moléculaire de la MP,. Cette découverte pourrait peut-être aboutir à un outil de dépistage rapide et précoce de la maladie, mais aussi fournir des données sur les changements métaboliques/moléculaires lors de son évolution. C'est un encouragement à explorer le volatilome du sébum.

## Attrait pour les moustiques
Une expérience menée en 2022 démontre qu'Aedes aegypti, et sans doute les moustiques piquant les humains en général, sont spécialement attirés par les individus présentant naturellement un taux élevé d'acide carboxylique dans leur sébum. Malheureusement, l'expérience observe que ce taux ne varie pas ni en fonction du régime alimentaire ni des produits d'hygiène utilisés. Certaines personnes sont alors condamnées à être de véritables aimants à moustiques. La sécrétion importante d'acide carboxylique étant spécifique aux humains, il est envisagé que la sélection naturelle ait amené les moustiques à être attirés par ce composant afin d'être certains de l'identité de leurs proies, mais aussi comme indice de la présence d'eau claire et propre à proximité, fournie par les humains et utile pour leur reproduction,.